# 蒙特斯德奧卡縣
9°56′28″N 84°0′34″W / 9.94111°N 84.00944°W
蒙特斯德奧卡縣（西班牙語：Cantón de Montes de Oca），是哥斯達黎加的縣份，位於該國中部，由聖何塞省負責管轄，首府設於聖佩德羅德蒙特斯德奧卡，始建於1915年8月2日，面積15.16平方公里，海拔高度1,205米，2011年人口49,132人，人口密度每平方公里3,240.9人。